# Luis Solari
Luis María Santiago Eduardo Solari de la Fuente (Lima, 28 de enero de 1948) es un médico cirujano, médico internista y político peruano. Fue presidente del Consejo de Ministros del Perú y ministro de Salud durante el gobierno de Alejandro Toledo. Además, fue congresista de la república por Lima en dos periodos consecutivos. 

## Biografía
Nació el 28 de enero de 1948. Es hijo del General de Brigada del Ejército Peruano Luis Andrés Avelino Solari Hurtado (natural de Moquegua, Perú) y de María Carolina de la Fuente Bar (natural de Lima, Perú).
La familia de Luis Solari posee historial político: su abuelo, Giacomo Solari Simonetti tuvo que salir de Italia por ser partidario de Giuseppe Garibaldi; tuvo un papel destacado en la comunidad italiana de Moquegua y Tacna en el siglo XIX. Su tío, el doctor Humberto Solari Hurtado fue diputado por Moquegua. Su padre, Luis Solari Hurtado fue edecán de los presidentes Luis Miguel Sánchez Cerro y Óscar R. Benavides Larrea, así como jefe de la Casa Militar del presidente Manuel Prado Ugarteche (primer período); director de la Escuela Superior de Guerra de 1946 a 1954. El general Manuel A. Odría, presidente de facto desde 1948, lo mantuvo ocho años en ese cargo y en 1954 no lo ascendió a general de división (como correspondía) y lo envió al "exilio dorado" como embajador de Perú en Francia. Su primo hermano, Jorge Fernández-Maldonado Solari fue general de división del Ejército Peruano, comandante general del Ejército, ministro de Guerra, presidente del Consejo de Ministros, ministro de Energía y Minas y senador de la República. Su hermano, Martín Solari de la Fuente fue general de la Policía Nacional del Perú (PNP), director de Sanidad de la Policía Nacional del Perú, viceministro del Ministerio del Interior y secretario general del mismo Ministerio.
Sus estudios escolares los realizó con los jesuitas en el Colegio de la Inmaculada de Lima y en la École Saint Louis de Gonzague de París mientras su padre fue embajador del Perú en Francia. Se tituló como médico cirujano por la Universidad Mayor de San Marcos y se tituló como especialista en Medicina Interna por la misma Universidad.
Es diplomado en Análisis Político Estratégico por la Universidad Iberoamericana de México.

## Actividad académica y responsabilidad social
Es Profesor Emérito de la Universidad Católica Sedes Sapientiae - UCSS. Ha sido Profesor Principal y Decano Fundador de su Facultad de Ciencias de la Salud. En la UCSS ha sido Profesor titular del Curso “Deberes Sociales y Políticos del Cristiano”, en la Maestría de Doctrina Social de la Iglesia. 
Es Miembro Honorario de la Academia del Reino de Marruecos, designación aprobada por Su Majestad el Rey Mohammed VI, Rey de Marruecos y "El Protector de la Academia", en diciembre de 2022. 
En el 2016, en Cali (Colombia) fue elegido miembro del Steering Committee 2016-2019 del Grupo Latinoamericano por la Administración Pública (GLAP), con sede en Río de Janeiro (Brasil).El 6 de octubre de 2022, en la ciudad de Barranquilla, Colombia, ha sido designado Miembro Honorario permanente del Consejo Directivo de ese mismo grupo (GLAP/LAGPA), con sede en Cali, Colombia. El GLAP/LAGPA es la expresión regional del International Institute of Administrative Sciences - IIAS, con sede en Bruselas, Bélgica. 
Es Miembro del Consejo Consultivo Internacional de la Carrera de Medicina Humana de la Universidad San Ignacio de Loyola. 
Es Miembro Titular de la Sociedad Peruana de Derecho Internacional. Es Miembro del Instituto Nacional de Administración Pública de México. Es Fellow del American College of Physicians (EE. UU.). Miembro Titular de la Sociedad Peruana de Medicina Interna, donde ha sido Secretario General y Tesorero. 
Miembro del Consejo Editorial de la Revista CASUS (Revista de Investigación y Casos en Salud), de la Facultad de Ciencias de la Salud de la UCSS.
Miembro del Consejo Editorial de la Revista de Administración del GLAP (Grupo Latinoamericano por la Administración Pública, organización regional del International Institute of Administrative Sciences - IIAS).  
Ha sido Miembro del Board of Management 2016-2019 y 2019-2022 de la International Association of Schools and Institutes of Administration (IASIA) y miembro del Steering Committee 2016-2019 y 2019-2022 del Grupo Latinoamericano por la Administración Pública (GLAP/LAGPA). 
También ha sido Miembro Fundador del Capítulo Sudamericano del Grupo Latinoamericano por la Administración Pública (GLAP). Es Miembro Fundador del Observatorio Latinoamericano de la Administración Pública (OLAP). También, Miembro Fundador de Acción Mundial de Parlamentarios y Gobernantes por la Vida y la Familia. Además, Miembro Fundador del Foro Social Cristiano, espacio de reflexión sobre política y temas de actualidad, del que ha sido miembro del Comité Directivo.
En el Colegio Médico del Perú, ha sido miembro alterno del Consejo Nacional y del Comité de Doctrina y Legislación; en este último, participó en la elaboración del Estatuto, Reglamento y Código de Ética y Deontología de la Orden.
Ha sido Miembro del Directorio de la Asociación Casa Ronald McDonald de Perú - RMHC PERU que provee alojamiento a familias de escasos recursos que deben trasladarse a Lima desde el interior del país para que sus pequeños hijos reciban tratamientos médicos en el Hospital del Niño de San Borja y en el Hospital Edgardo Rebagliati Martins - ESSALUD.
Hasta el año 2012, fue miembro del Grupo de Trabajo Académico Internacional que asesoró ad-honorem a la Subsecretaria de Educación Básica de México durante el gobierno del presidente Felipe Calderón. Ha sido miembro del Seminario Permanente sobre Desarrollo Integral de América Latina, de la Organización de Universidades Católicas de América Latina y El Caribe (ODUCAL). 
Ha sido invitado como Conferencista en la Escuela Superior de Guerra Naval de la Marina de Guerra del Perú y en el Centro de Altos Estudios Nacionales (CAEN). 
Ha colaborado con la Conferencia Episcopal Peruana en la Comisión de Familia y Vida, la Comisión de Apostolado Laical, la Comisión ad hoc de la Mujer y la Comisión de Bioética.
Desde el año 1988 ha sido colaborador del diario El Comercio: Articulista de la página de Religión y consultor de su Sección Política y desde 1993 colaborador de su Página de Opinión. Ha sido articulista de la revista Testimonio del Instituto de Estudios Social Cristianos. Ha sido articulista invitado de la Revista de la Escuela Superior de las Fuerzas Armadas (antes Revista del Comando Conjunto de las Fuerzas Armadas).
En el año 2015 y en el año 2019, en Washington D.C., EE. UU., siguió el curso de actualización Internal Medicine Board Review Course del American College of Physicians (42 créditos).

## Carrera política
En el año 1994, Luis Solari incursiona en la política como parte de la fundación de Perú Posible, partido político de Alejandro Toledo con el cual iba a postular a la presidencia del Perú en las elecciones generales del año 1995. Solari se desempeñó como secretario general del partido en 1995 y también desde septiembre de 1999 hasta abril del año 2002.
En el año 1999, Perú Posible logró obtener su inscripción partidaria ante el Jurado Nacional de Elecciones y decidieron participar en las elecciones generales del año 2000, siendo Alejandro Toledo el candidato natural del partido para la presidencia del Perú. Toledo tuvo que competir contra Alberto Fujimori, presidente que buscaba su segunda reelección dictatorial, y Luis Solari acompañó a Toledo como candidato al Congreso de la República, encabezando la lista de Perú Posible. Solari logró salir electo congresista para el periodo parlamentario 2000-2005. Sin embargo, Toledo perdió la presidencia tras el fraude electoral que dio como ganador a Fujimori como reelecto presidente del Perú, generando protestas masivas contra el gobierno fujimorista quienes manipulaban las instituciones del Estado desde el Servicio de Inteligencia Nacional del Perú (SIN), controlado por Vladimiro Montesinos.
Solari, como secretario general del partido y congresista electo, participó en la Mesa de Diálogo de la Organización de los Estados Americanos (OEA), mesa entre los partidos democráticos, el gobierno dictatorial y la sociedad civil. Luego de esa experiencia, fue uno de los promotores del Foro Interamericano sobre Partidos Políticos de la OEA, de la Mesa de Partidos Políticos durante el gobierno del presidente Valentín Paniagua y del Acuerdo Nacional, cuyas sesiones presidió mientras fue primer ministro en el gobierno de Alejandro Toledo.
Fue candidato de los partidos democráticos a la presidencia del Congreso de la República para el periodo 2000-2001. Sin embargo, Solari fue vencido por la oficialista Martha Hildebrandt, quien volvió a ser reelegida en el cargo. En septiembre de ese mismo año, se develaría el Vladivideo que mostró cómo el gobierno , através de Vladimiro Montesinos, había comprado a congresistas para obtener votos parlamentarios y mayoría en el Congreso. Tras esto, la oposición decidió censurar a Martha Hildebrandt de la presidencia del Congreso, por negarse a investigar a Montesinos, y en su reemplazo se eligió a Valentín Paniagua, congresista de Acción Popular y opositor a Fujimori. Paniagua asumió la presidencia del Perú de manera interina, tras la renuncia y vacancia contra Fujimori, y Solari apoyó al gobierno de transición hasta su final en el año 2001, done el Congreso recortó el período parlamentario y convocaron a elecciones generales para ese mismo año. Solari postuló a la reelección como congresista y fue reelegido para el periodo parlamentario 2001-2006.
En el Congreso fue presidente de la Comisión de Economía así como miembro de las comisiones de Constitución, Reglamento y Acusaciones Constitucionales, Relaciones Exteriores, Reforma de Códigos, Salud, Población y Familia y Mujer y Desarrollo Humano.
Tras la elección de Alejandro Toledo como presidente del Perú, éste anunció públicamente que su gabinete ministerial iba a ser presidido por el empresario Roberto Dañino. Asimismo, anunció que Luis Solari iba a ser su virtual ministro de Salud del Perú. El 28 de julio del 2001, Toledo juramento a Luis Solari como ministro de Salud.
Como titular del sector Salud, creó el primer programa de atención gratuita para las gestantes pobres y los menores de 18 años en situación de pobreza (Seguro Integral de Salud), que ha sido piedra angular en la drástica reducción de la mortalidad infantil, especialmente entre los pobres. También creó el Instituto de Desarrollo de Recursos Humanos (IDREH), la Dirección de Promoción de la Salud y la de Gestión de Recursos Humanos, habiendo restituido derechos conculcados a los trabajadores del Ministerio. Le tocó dirigir la atención del mega incendio de “Mesa Redonda”, con elevado número de fallecidos, organizando el proceso de reconocimiento de fallecidos y la atención a familiares. Este proceso dio origen a un protocolo de atención de “desastres con elevado número de víctimas”, que luego sería reconocido por la Organización Panamericana de la Salud.
Permaneció en el cargo hasta enero del 2002, donde fue reemplazado en el cargo por Fernando Carbone
El 12 de julio del 2002, fue nombrado presidente del Consejo de Ministros. Como tal, presidió las sesiones del Acuerdo Nacional (mesa de diálogo nacional entre partidos políticos y organizaciones sociales). También le tocó promover y participar activamente en el comienzo de la descentralización peruana con los primeros gobiernos regionales electos del Perú. Asimismo, dio inicio a importantes procesos de la reforma del Estado (carrera pública, compras vía electrónica, presupuesto participativo, encuesta continua de hogares, anualizacion de la encuesta demográfica y de salud familiar, entre otros). Tuvo a su cargo importantes negociaciones gubernamentales ante las paralizaciones laborales de transportistas de carga, maestros, agricultores cocaleros, trabajadores y docentes universitarios, trabajadores del poder judicial. En junio de 2003 dejó este cargo, retornando al Congreso de la República donde -en agosto- fue nombrado presidente de la Comisión de Economía e Inteligencia Financiera.
Por su destacada gestión en este cargo, recibió la Orden el Sol del Perú en el Grado de Gran Cruz, impuesta por el presidente de la República en acto público en el Salón Dorado de Palacio de Gobierno.
En septiembre del año 2004, por serias divergencias con la conducción del partido y del gobierno, Luis Solari presentó su renuncia a Perú Posible y al grupo parlamentario. Luego, junto con un grupo importante de peruanos, fundó en el año 2005 el partido Unidos Progresamos.

## Actividades posteriores
Durante la presidencia de la Comisión de Economía generó importantes normas, siendo relevantes la Ley Marco para el Desarrollo Económico del Sector Rural, Ley de Promoción de Desarrollo Económico y Productivo, ambas dirigidas a promover desarrollo asociativo y competitividad de las micro y pequeñas empresas para la descentralización económica. También se aprobaron la Ley de Incentivos para la conformación e integración de Regiones, Ley de Adquisiciones y Contrataciones del Estado, Ley que crea la Unidad de Inteligencia Financiera, Ley de incentivos migratorios, Ley para el desarrollo de las plantas procesadoras de gas, Ley que crea el FONFIDE VIAL (Fondo de Fideicomisos para el Desarrollo Vial), Ley del Libro, Ley General del Patrimonio Cultural de la Nación, Ley para la Lucha contra la evasión y la informalidad y Ley para promover la formalización del transporte público interprovincial de pasajeros y de carga, entre otras.
Desde entonces ha mantenido una posición de liderazgo en la opinión pública, no solo debido a los altos cargos que ejerciera en la función pública, sino también por su formación en análisis político estratégico, creación de futuros y negociación gubernamental. También por sus actividades académicas en relación con la salud, la educación y la gestión pública. 
Postuló por tercera vez al Congreso de la República invitado por el partido Justicia Nacional de Jaime Salinas, sin embargo, no resultó elegido.
En el 2012 y 2013 participó como invitado en los Encuentros sobre América que convocara el Pontificio Consejo para América Latina de la Santa Sede. En 2012 y en 2015 fue el conferencista latinoamericano en el Foro Administrativo Intercontinental desarrollado en los correspondientes Congresos Mundiales del International Institute for Administrative Sciences (IIAS).
En el 2016, en Chengdu (China), fue elegido Miembro del Board of Management 2016-2019 de la International Association of Schools and Institutes of Administration (IASIA) con sede en Bruselas (Bélgica).
En julio del 2019, en Lisboa (Portugal), ha sido reelecto Miembro del Board of Management 2019-2022 de la International Association of Schools and Institutes of Administration (IASIA). En septiembre de 2019, en Quito (Ecuador), ha sido reelecto miembro del Steering Committee 2019-2022 del Grupo Latinoamericano por la Administración Pública (GLAP).
Cuando en septiembre del 2019 el entonces presidente Martín Vizcarra disolvió el Congreso de la República, se convocó a elecciones parlamentarias para enero del 2020. Solario participó junto a su esposa como candidatos invitado por el partido Solidaridad Nacional liderado por Rafael López Aliaga. Fue el más votado del partido, pero la organización no pasó la valla electoral.
Desde febrero a abril del 2021, fue miembro del equipo técnico de Hernando de Soto en su candidatura presidencial por Avanza País en las elecciones generales del 2021.
El 5 de mayo de 2021, el Consejo Directivo de la Sociedad Peruana de Derecho Internacional, por unanimidad, acordó su incorporación a la Institución como Miembro Asociado, como "un reconocimiento a su alta calidad personal y a su reconocida trayectoria profesional académica". La SPDI fue fundada el 10 de noviembre de 1913.

## Publicaciones
Su más reciente publicación fue presentada en el XXIII VIRTUAL EDUCA en Medellín, Colombia, el 20 de octubre de 2022: El sindrome del "gigante pequeño", en "América Latina: Nuevos Escenarios, Democracia, Innovación y Tecnología". INE (Instituto Nacional Electoral), México; Virtual Educa, Lisboa; Escuela de la Buena Política, México. Octubre 2022.
También participó en la presentación de dicho libro de su coautoría en Lisboa (Portugal) el 22 de noviembre de 2022 en el Global Forum for Digital Citizenship and Education, organizado por VIRTUAL EDUCA de Portugal.
Durante la pandemia de la COVID-19 publicó: "América Latina: 2022", en la Revista Peruana de Derecho Internacional, Tomo LXXI, Setiembre-Diciembre 2021, N° 169, pp. 25-48. ISSN: 2663-0222. (Artículo de incorporación a la Sociedad Peruana de Derecho Internacional.
También durante la pandemia publicó: Peru - The Role of the National Government in Combatting the COVID-19 Pandemic. Paul Joyce, Fabienne Maron, & Purshottama Sivanarain Reddy (eds., 2020) Good Public Governance in a Global Pandemic. Brussels: IIAS-IISA, 616+viii p.

## Reconocimientos
- Orden El Sol del Perú - Gran Cruz
- Orden Cruz Peruana al Mérito Naval - Gran Cruz, Distintivo Blanco (Perú)
- Orden al Mérito - Gran Cruz de la Policía Nacional del Perú
- Orden Hipólito Unanue - Ministerio de Salud (Perú - 2011))
- Orden Nacional al Mérito - Gran Cruz (Ecuador)
- Orden de Isabel la Católica en el grado de Gran Cruz, España (2001)
- Orden de San Silvestre en el grado de Comendador, Santa Sede (1997)
- Medalla al Mérito Ciudadano - Presidencia del Consejo de Ministros (Perú - 2010)
- Medalla al Mérito 2002 del Colegio Médico del Perú
- Premio San Camilo 2002
- Medalla Anual 2002 del Rotary Internacional - Distrito 4450
- Orden de Chan Chan del Gobierno Regional de la Libertad (Perú)
- Medalla de La Libertad del Gobierno Regional de La Libertad (Perú)